# Daniel Rigg
El Sargento Daniel Rigg es uno de los personajes principales de la saga de películas "Saw" creada por James Wan y Leigh Whannell cuyas principales características son la temática original que el asesino utiliza para justifica sus crímenes, la trama entrañada y un final sorprendente. La primera película de Saw fue estrenada en 2004 y desde ese momento se siguen estrenando secuelas de la misma cada año.

## Perfil
Daniel Rigg es un personaje ficticio de la serie de películas Saw, Lyriq Bent es el encargado de darle vida al sargento en la segunda, tercera y cuarta secuela.

## Todos a su alrededor mueren
Junto con Eric y Kerry, Rigg llega a la guarida de Jigsaw. Una vez enterados de que el hijo de Eric esta en una trampa mortal, Rigg apoya a Eric para utilizar la fuerza bruta contra el asesino. Una vez que Eric escapa junto con Jigsaw, Rigg recibe la localización del edificio donde se transmitían los hechos ocurridos en la casa de gas, junto con el equipo SWAT llega a la casa donde se encontraban unas videocasseteras con videos pregrabados de los hechos ocurridos en la casa de gas, por lo tanto, no llega a donde se encontraba Eric y éste queda desaparecido durante seis meses. Después, con otros miembros de los SWAT, van hasta la casa en la que los técnicos habían encontrado señal, pues creían que era la casa de las trampas. Rápidamente, ellos descubren que el juego de la casa había sido filmado con anterioridad y que por eso estaban en la casa equivocada, dónde también había unos monitores que mostraban el video de la trampa.

## El camino a Gideon
Rigg aparece nuevamente en Saw III investigando el caso de Troy junto a Kerry y Hoffman.

## Su obsesión no le permitió esperar
Rigg, luego de descubrir el cadáver de su amiga Kerry y discutir con su esposa Tracy, es dormido en su propia casa por Hoffman (con su cara cubierta con una máscara de cerdo). Al despertar, encuentra su casa casi irreconocible, llena de pistas y fotos colgadas de la pared. Rigg escucha una grabación de Jigsaw, quien le informa que deberá pasar por una serie de pruebas si quiere volver a ver a Tracy sana y salva, y también salvar a sus amigos Eric y Hoffman (quien se hace pasar por una víctima). En estas pruebas debe decidir si salvar a las víctimas o dejar que se salven ellas solas. Tras superarlas llega donde están Hoffman y el detective Matthews secuestrados, los cuales le gritan que no abra la puerta de la habitación donde están, pero el afán de Rigg por salvar a todos le impulsa a romper la puerta de un empujón al último segundo, provocando que se accione un artilugio que provoca la muerte de Eric, cuya cabeza es aplastada por dos bloques de hielo. Rigg, había recibido un tiro de Eric antes de que este muriera, pero esto no evitó que abriera la puerta. Art, otra víctima que se encontraba junto a Eric y Hoffman,  a quien Rigg le dispara. Estando en el suelo malherido, Rigg gritaba que aún tenía tiempo para salvar a Eric, y Art le dice que Jigsaw lo estaba probando y que es un estúpido por haber abierto la puerta. Luego de insultarse uno al otro, Art le va a mostrar una cinta que Jigsaw la dejó preparada, pero Rigg cree que va a sacar un arma y Rigg le da un tiro en la cabeza a Art. Ahí se reproduce la cinta donde Jigsaw le explica a Rigg que lo único que tenía que haber hecho para salvar a Eric era esperar y que su obsesión por salvar a todos fue un factor determinante en el fracaso de la última prueba. Tras esto Hoffman se levanta y se revela como el sucesor de Jigsaw, dejando a Rigg abandonado y desangrándose.
En Saw V se confirma su muerte y se descubre que su nombre era Daniel como el hijo de Eric Matthews.

## Actor
Lyriq Bent le da vida a Rigg en tres películas de la franquicia

## Apariciones
- Saw II
- Saw III
- Saw IV
- Saw V (Flashback)

## Doblaje
Alfonso Vallés dobla a Rigg durante todas las secuelas.
- Datos: Q6121913